# Samsung Securities Cup 2005
La Samsung Securities Cup 2005 è stato un torneo di tennis facente parte della categoria ATP Challenger Series nell'ambito dell'ATP Challenger Series 2005. Il torneo si è giocato a Seul in Corea del Sud dal 24 al 30 ottobre 2005 su campi in cemento.

## Vincitori

### Singolare
Hyung-Taik Lee ha battuto in finale  Nicolas Thomann con il punteggio di 4–6, 6–1, 7–6(6)

### Doppio
Alexander Peya /  Björn Phau hanno battuto in finale  Rik De Voest /  Łukasz Kubot con il punteggio di 0–6, 6–4, [10–7]